# Danielsberg
Der Danielsberg ist eine seit der Steinzeit besiedelte, 966 Meter hohe kegelförmige Erhebung etwas westlich von Kolbnitz im Kärntner Mölltal, Österreich mit einer romanisch-gotischen, später barockisierten, katholischen Kirche. Seine relative Höhe über dem Mölltal beträgt rund 350 Meter.

## Geschichte
Auf dem Danielsberg wurden Hinweise auf steinzeitliche, bronzezeitliche, keltische und römische Besiedelung gefunden. Kelten und Römer errichteten mehrere Kultstätten, wahrscheinlich an einer Wasserquelle am Gipfelbereich, die 1908 zu einem Teich ausgebaggert wurde, wobei zahlreiche Spuren vernichtet wurden. 1127 wurde mit dem Bau der Kirche begonnen, die heute das bedeutendste Bauwerk darstellt.

### Steinzeitliches
1934 fanden Wanderer ein Lochbeil, 1989 entdeckte Hannsjörg Ubl vom Bundesdenkmalamt Wien einen Schalenstein. In den rund fünf mal fünf Meter großen Felsen sind sechs Schalen mit einer Tiefe zwischen 1,5 und 3 cm und einem Durchmesser zwischen 4 und 7 cm eingemeißelt.

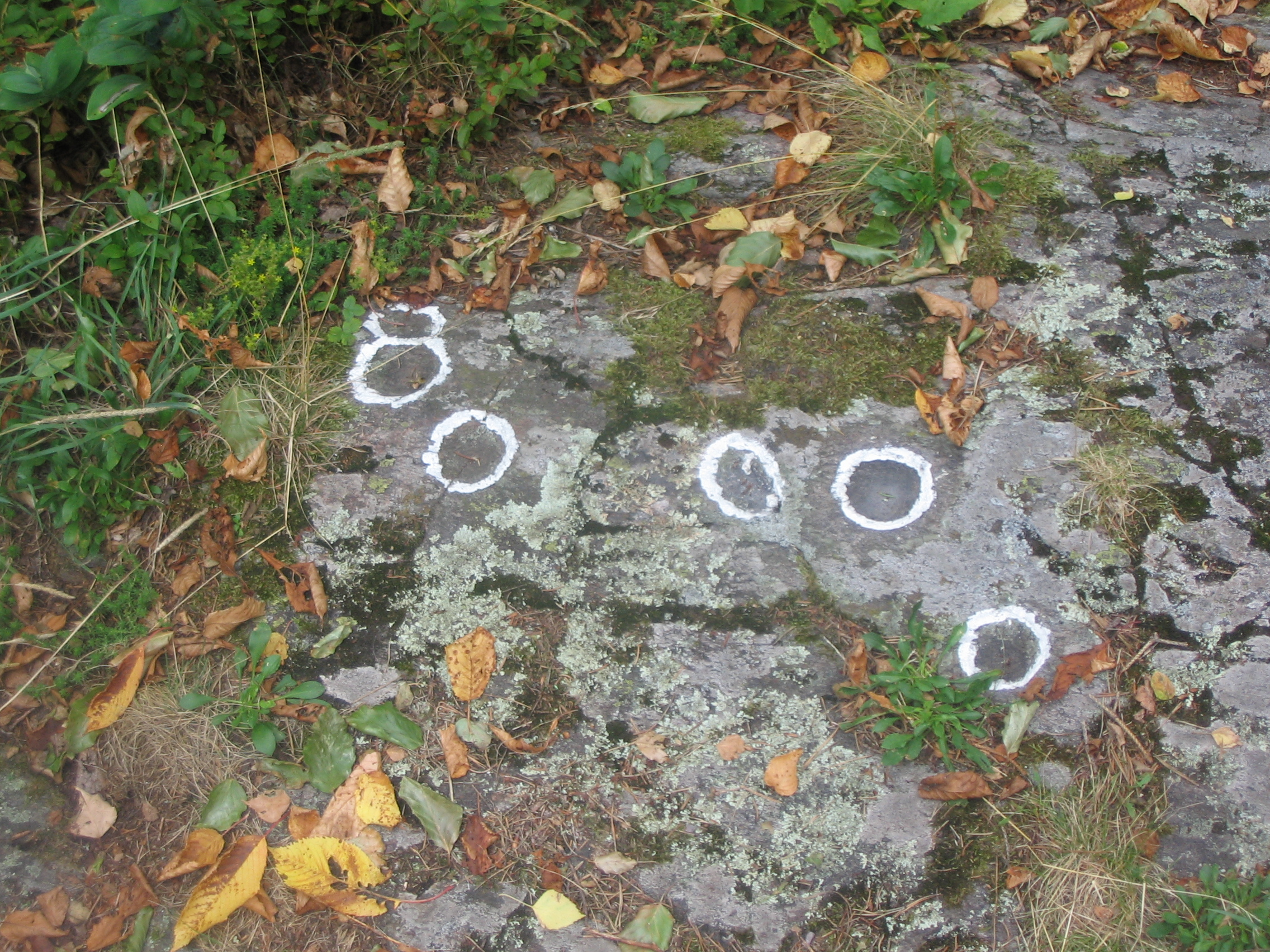
Der Schalenstein

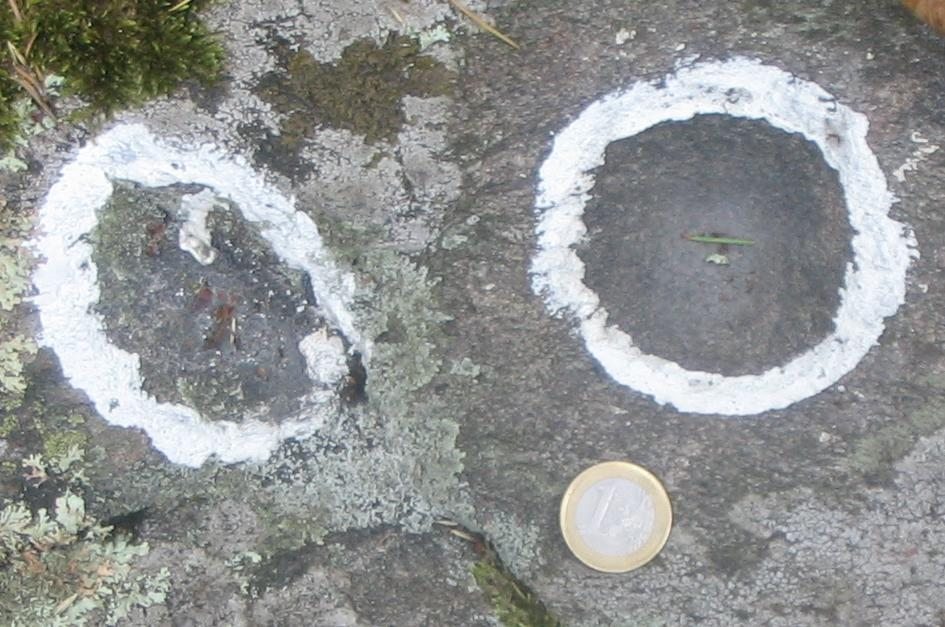
Zwei Schalen

Als im Jahr 1990 Betonplatten des Kirchenbodens gegen Terrakottaziegel ausgewechselt wurden, fand man eine 1,5 m tiefe, mit Erde ausgefüllte Kluft. Franz Glaser vom Landesmuseum Kärnten leitete die archäologische Untersuchung, wobei man zwei Flachbeile aus Serpentin, ein Stück eines gelochten Steinhammers, mehrere Klingenteile aus Feuerstein und Bruchstücke aus Keramik fand.
Das Alter der Werkzeuge und des Schalensteins wird auf etwa 6000 Jahre geschätzt.

### Bronzezeitliches
1882 wurde ein Randleistenbeil aus Bronze gefunden.

### Kelten
Um 300 v. Chr. wanderten Kelten in Kärnten ein. Im linken Seitenaltar befindet sich eine Steinplatte mit einer römischen Inschrift mit keltischen Namen:
C(aio) RHESIO

DEXTRO Q(uaestori)

REDSOMARUS

BRITO(MARUS?) ET  LITUG E

[NA P(atri) V(ivo) F(ecerunt)]

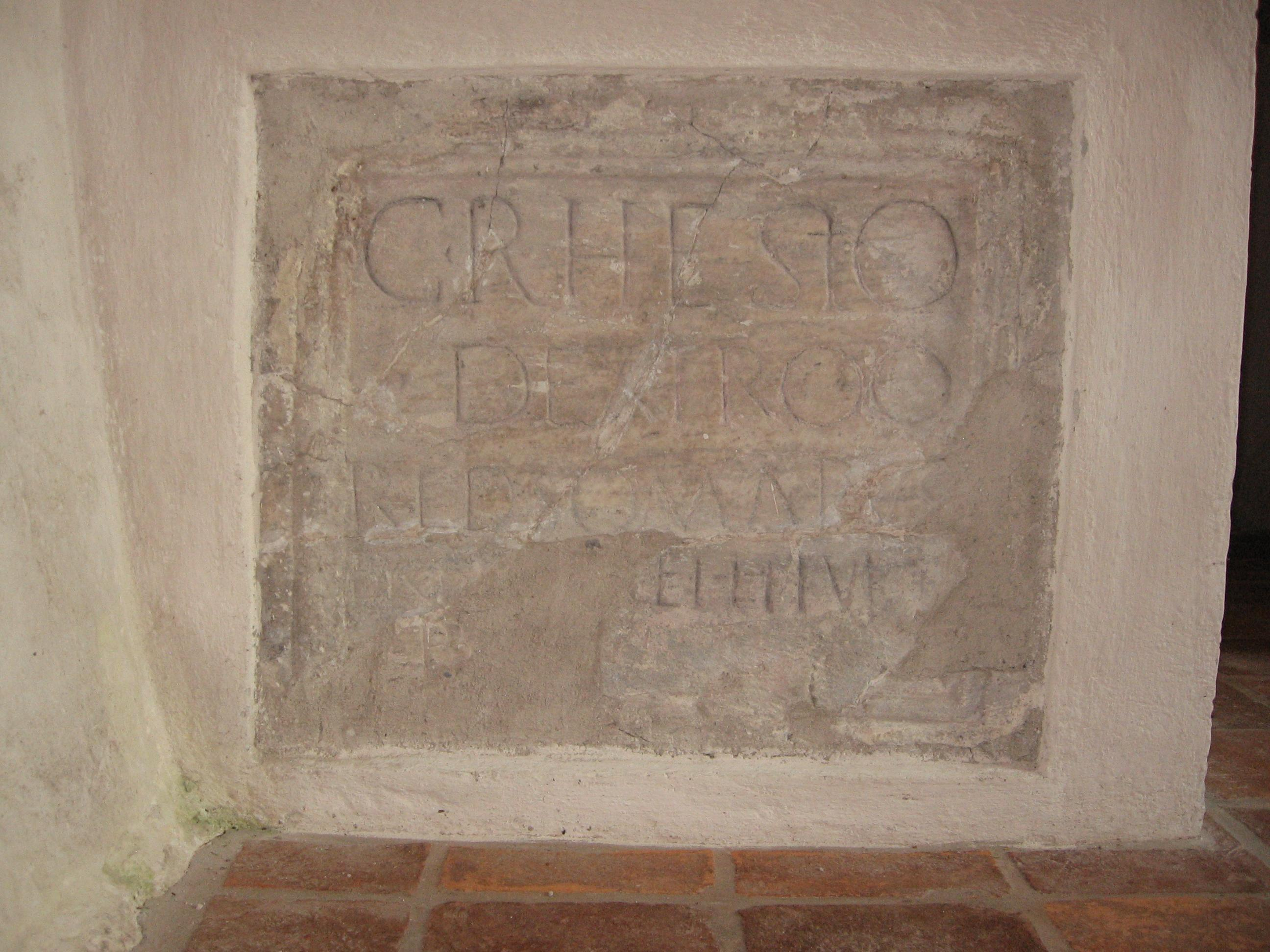
Die keltische Steinplatte

Dem Quaestor Caius Rhesius Dexter, ihrem Vater, haben Redsomarus, Brito(marus?) und Litugena (das Grabmal) bei seinen Lebzeiten errichten lassen.
Die vierte Zeile der Platte ist schwer lesbar, die fünfte völlig zerstört.

### Römer
Der Römertempel am Danielsberg war der bisher einzige bekannte im Gebiet bis 60 km nördlich und westlich von Teurnia. Es handelte sich wahrscheinlich um einen Umgangstempel mit Zentralraum und überdachtem Ausgang, der um 45 n. Chr. errichtet wurde und Herkules geweiht war. Um 175 wurde der Tempel erneuert. Aus dieser Zeit ist eine Steinplatte mit Bauinschrift erhalten, die heute in die Außenwand der Kirche eingelassen ist:
HERCUL(i) INVICTO

SACRUM C(aius) DONNI/

CIUS RUFINUS ET

VALERIA ATTICA

CUM SUIS TEMPLUM

VETUSTATE CON/

LABSUM RESTI/

TUERUNT EX VOTO

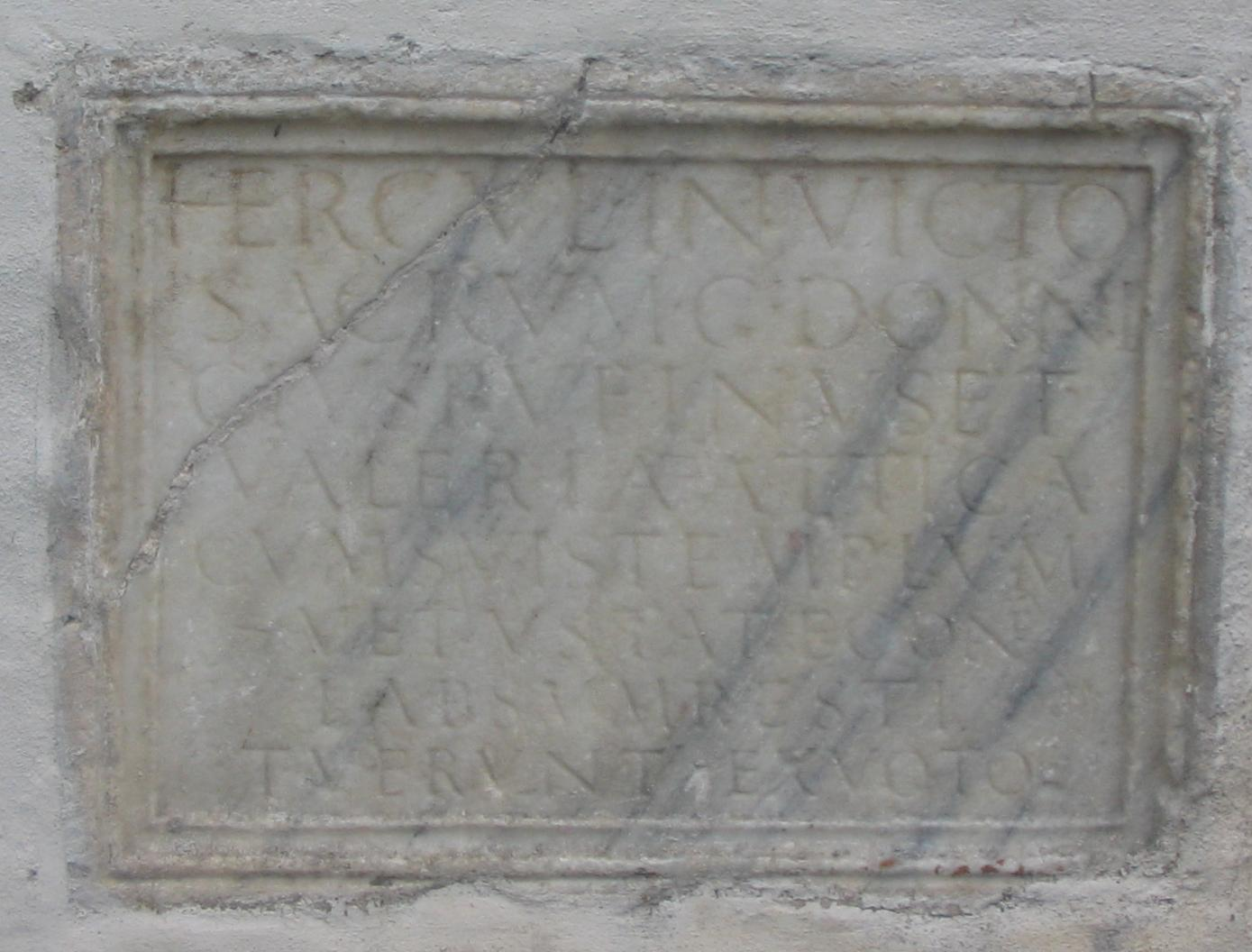
Die römische Steinplatte von 175

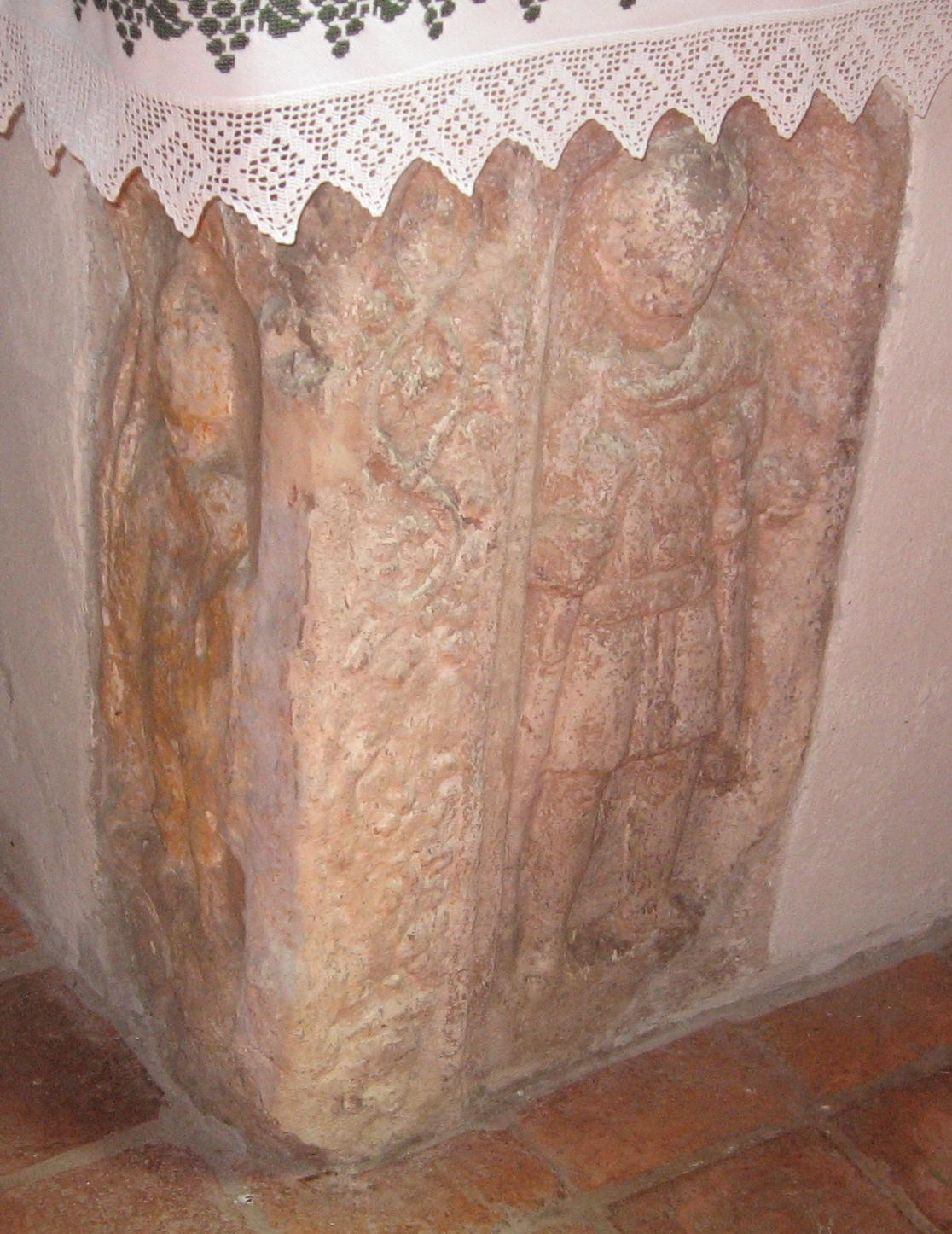
Das römische Relief

Dem unbesiegten Hercules geweiht. Caius Donnicius Rufinus und Valeria Attica haben mit ihren Angehörigen den infolge seines Alters verfallenen Tempel wiederherstellen lassen. Aufgrund eines Gelübdes.
Die Römersiedlung am Danielsberg trug den Namen „Colomunitio“, bestehend aus „Colo“ (Hügel) und „munitio“ (abgesichert, verstärkt, befestigt). Aus dem Namen wurde Cholomunze (1124) und schließlich Kolbnitz (Dr. Otto Kronsteiner, Institut für Slawistik, Salzburg).
Am rechten Seitenaltar der Kirche ist ein Marmorquader eingemauert, auf dessen Relief u. a. zwei römische Soldaten zu sehen sind.

### Christen am Danielsberg
Um das Jahr 313 dürfte eine erste, dem Heiligen Daniel geweihte christliche Kapelle erbaut worden sein, die wahrscheinlich aus einem älteren Bildstock hervorgegangen war.
Die Kulthandlungen der Römer und Christen endeten mit dem Einwandern der Slawen um 600. Ab 773 regierte ein Gaugraf der Baiern, und Bischof Modestus von Kärnten, der zuvor von Bischof Virgilius von Salzburg geschickt worden war, benannte den Berg nach der vorgefundenen Kapelle Danielsberg, der von da an Anlaufpunkt für eine weite Region wurde.
Die Kirche auf der Bergspitze wurde 1127 erbaut und danach mehrfach verändert.

### Erste urkundliche Erwähnung
Ab 1252 führten Grafen von Görz Eroberungen in Kärnten durch. Als es 1292 zum Frieden mit Salzburg kam, wurde ein Schadensprotokoll angefertigt. Dieses ist das älteste Dokument, in dem der Danielsberg erwähnt wird. Die entsprechende Passage lautet:

„Item comes Al intromisit se de quibusdam novalibus ecclesie Salzburgensis circa montem sancti Danielis. Item … Item intromisit se de hominibus, prediis, prossessionibus et decimis sitis a monte sancti Danielis usque ad Chirchaim. Et in officio Stalle, ubi uidices sui iudicant et etiam steuras inposuerunt non modicas inpreiudicium ecclesie Salzburgensis.“

„Desgleichen hat sich Graf Albert verwüstend eingemischt bei einem bestimmten, neugeordneten Land der Salzburger Kirche, circa beim Berg des heiligen Daniel….
Desgleichen hat er sich störend eingemischt bei den Menschen, Lehensgütern und Besitzungen, sowie auch dem kirchlichen Zehent, betreffend das Gebiet vom Berg des heiligen Daniel bis nach Kirchheim. Solches auch im Verwaltungsamte Stall, wo seine Rechtsvertreter Recht sprechen und sogar Steuern auferlegen, welche in den Vorschreibungen der Salzburger Kirche in dieser Form nicht üblich sind.“

### Gegenwart und Tourismus
Nachdem die Eisenbahn durch die Hohen Tauern gebaut worden war, blieb der Ingenieur Hofrat Ferdinant Kaltenegger von Riedhorst im Mölltal. Zunächst gab er der Ruine Unterfalkenstein ihr heutiges Aussehen, dann kaufte er den Gipfelbereich des Danielsberges und errichtete den Herkuleshof als Jagdhaus, das kurze Zeit später zu einem Gasthof und Hotel wurde, das bis heute besteht. Bereits vor 1908 gab es an der Wasserquelle ein Moorbad.
Der Danielsberg wurde 1964 zum Landschaftsschutzgebiet erklärt. 1962 wurde eine Straße gebaut, die 1973 asphaltiert wurde.

## Die Kirche

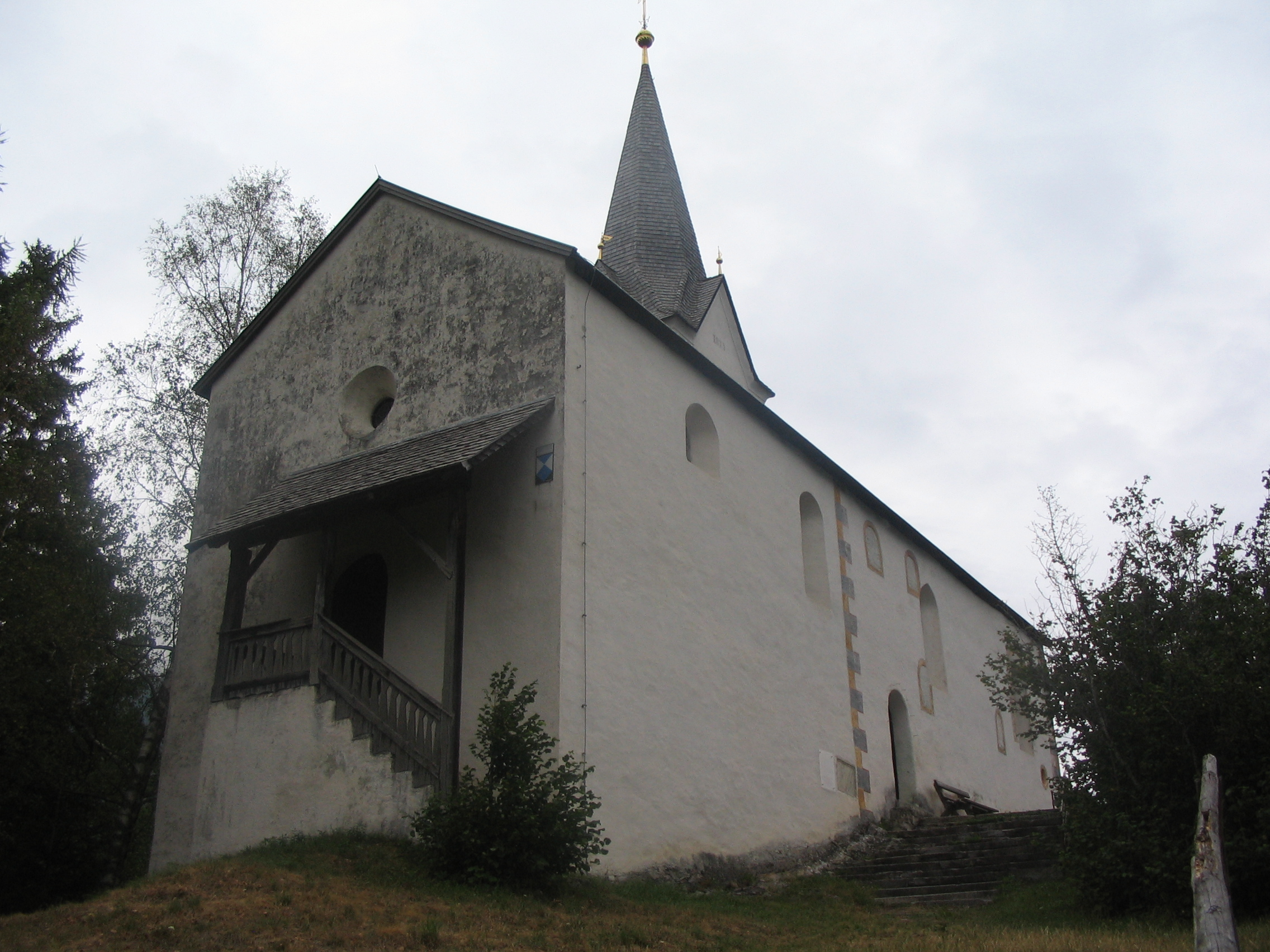
Die Kirche

Die erste Kirche (unter dem Patrozinium des Heiligen Georgs) wurde im Jahr 1127 erbaut. Sie war die erste Kirche, die auf der Bergspitze gebaut wurde. In den nächsten drei Jahrhunderten ist sie einmal abgebrannt, ein zweites Mal 1510.

Bilder
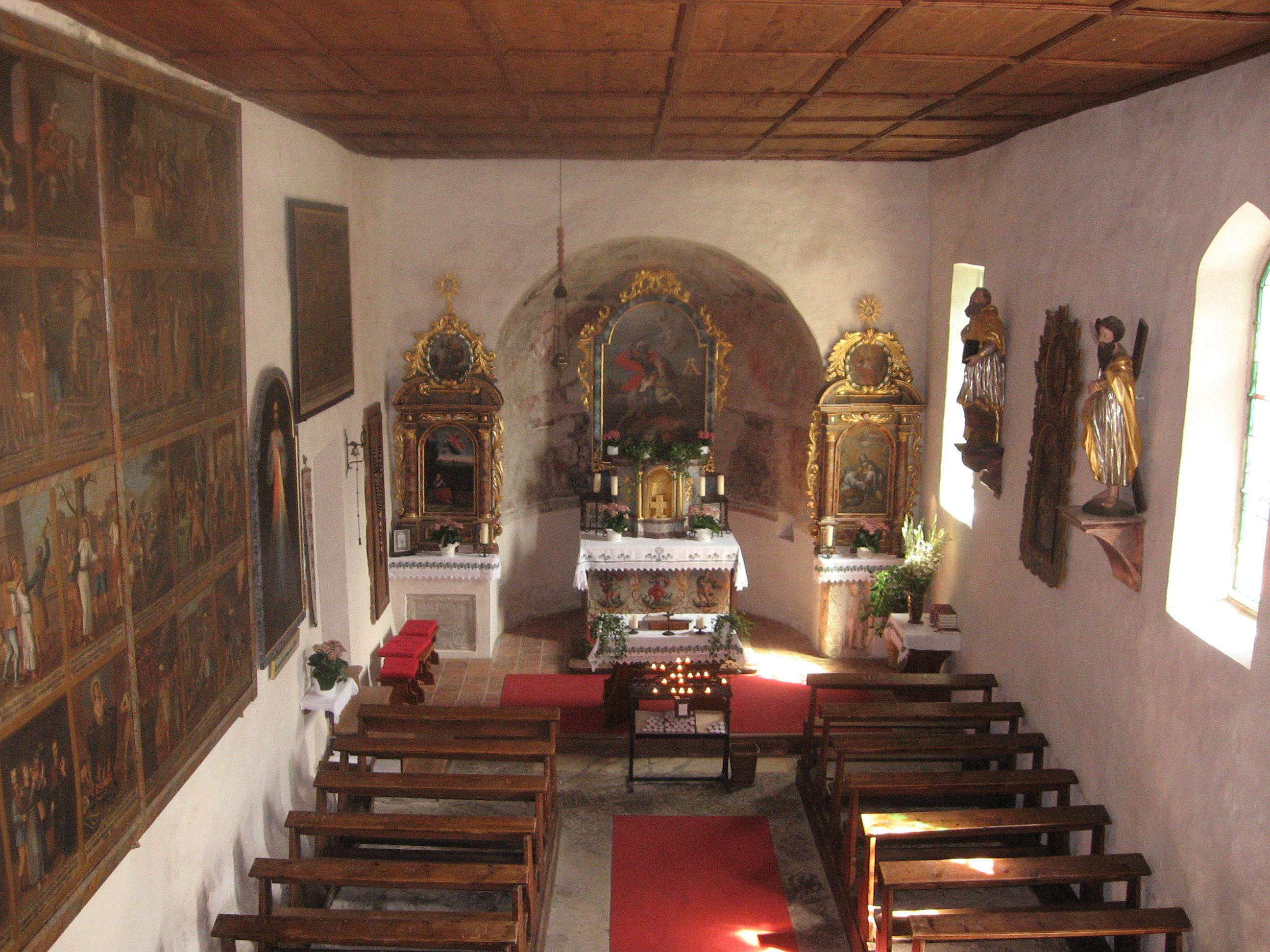
Das Innere der Kirche mit Blick nach vorne
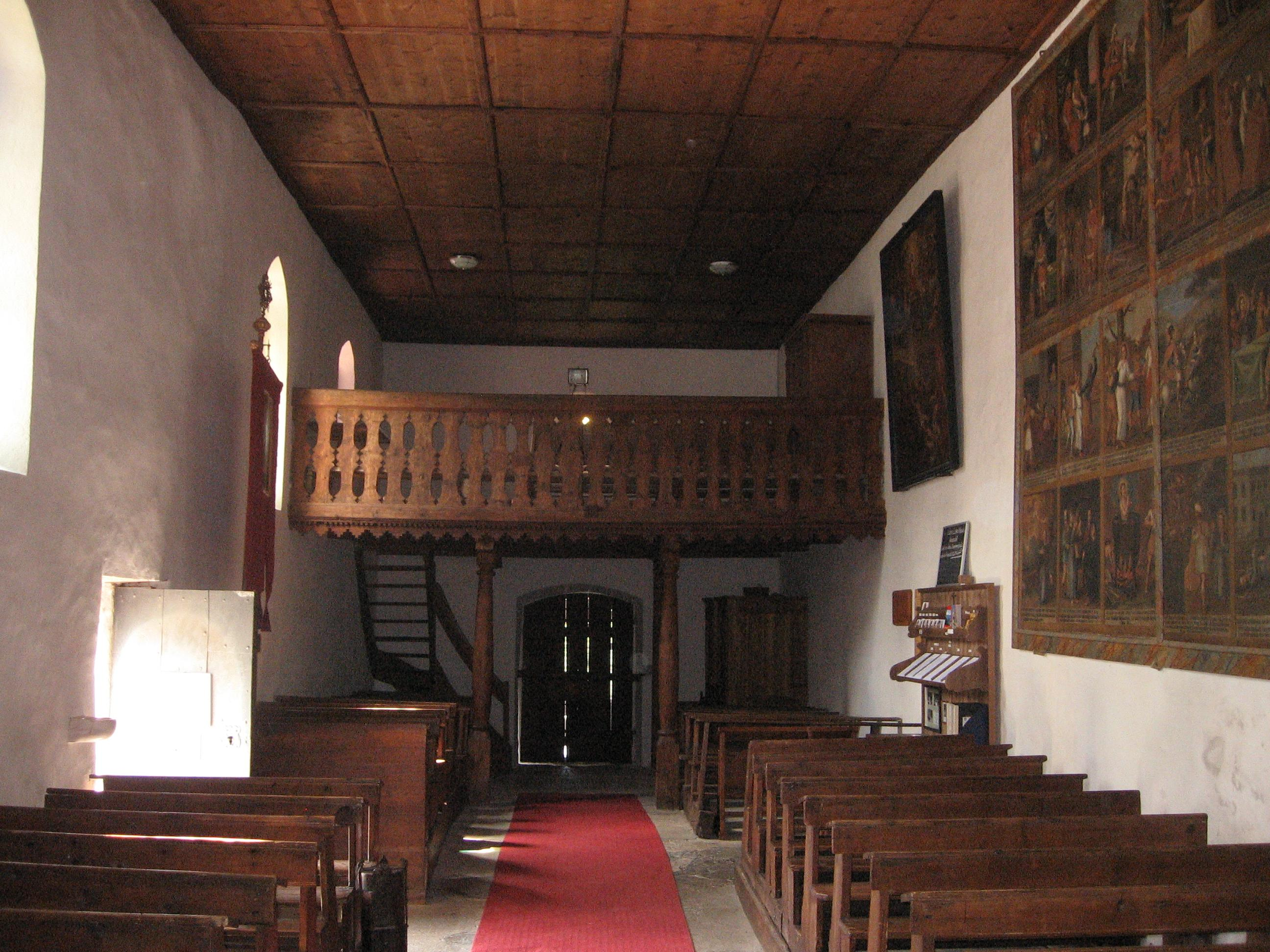
Das Innere der Kirche mit Blick nach hinten
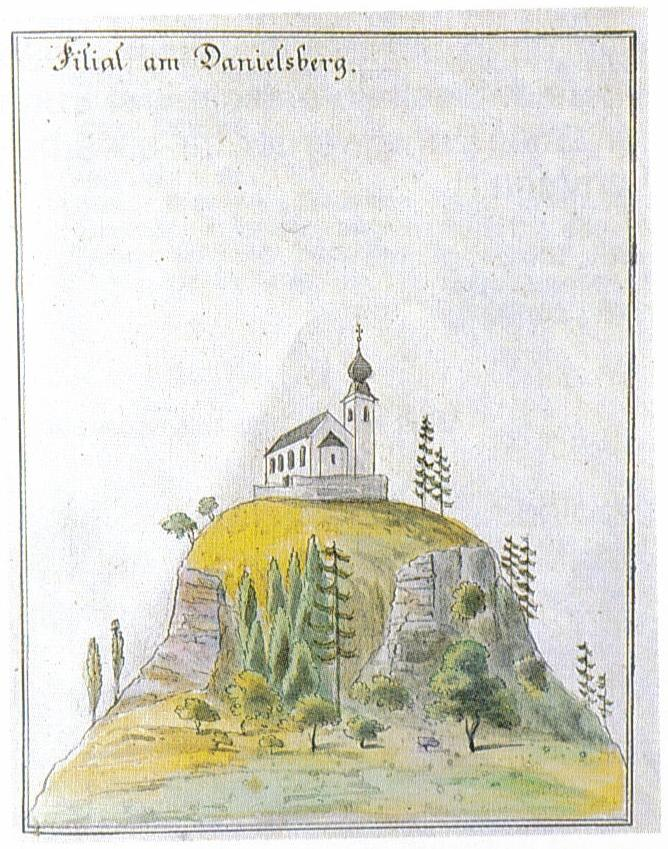
Kolorierte Tuschezeichnung um 1800
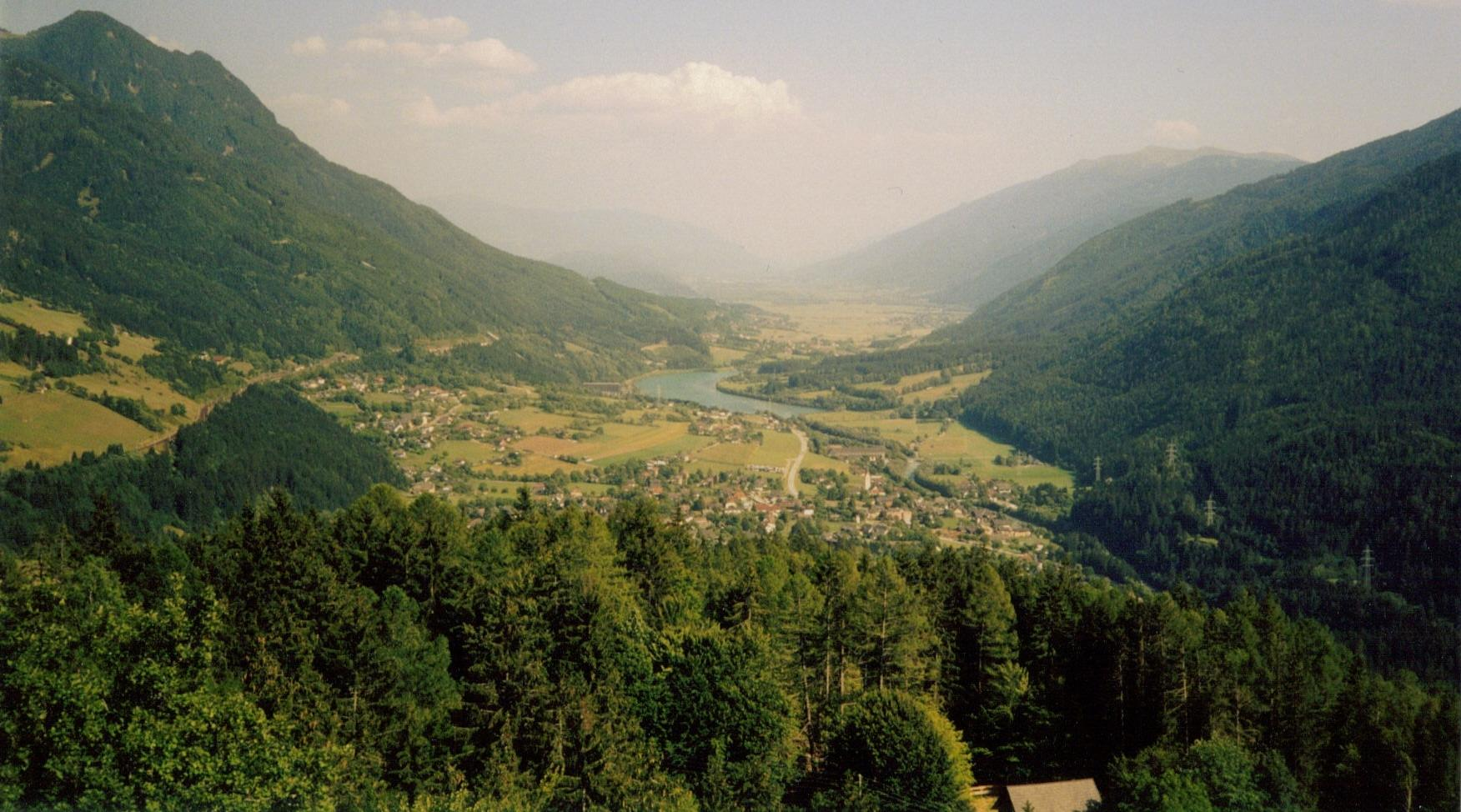
Blick vom Danielsberg nach Kolbnitz und Mühldorf.
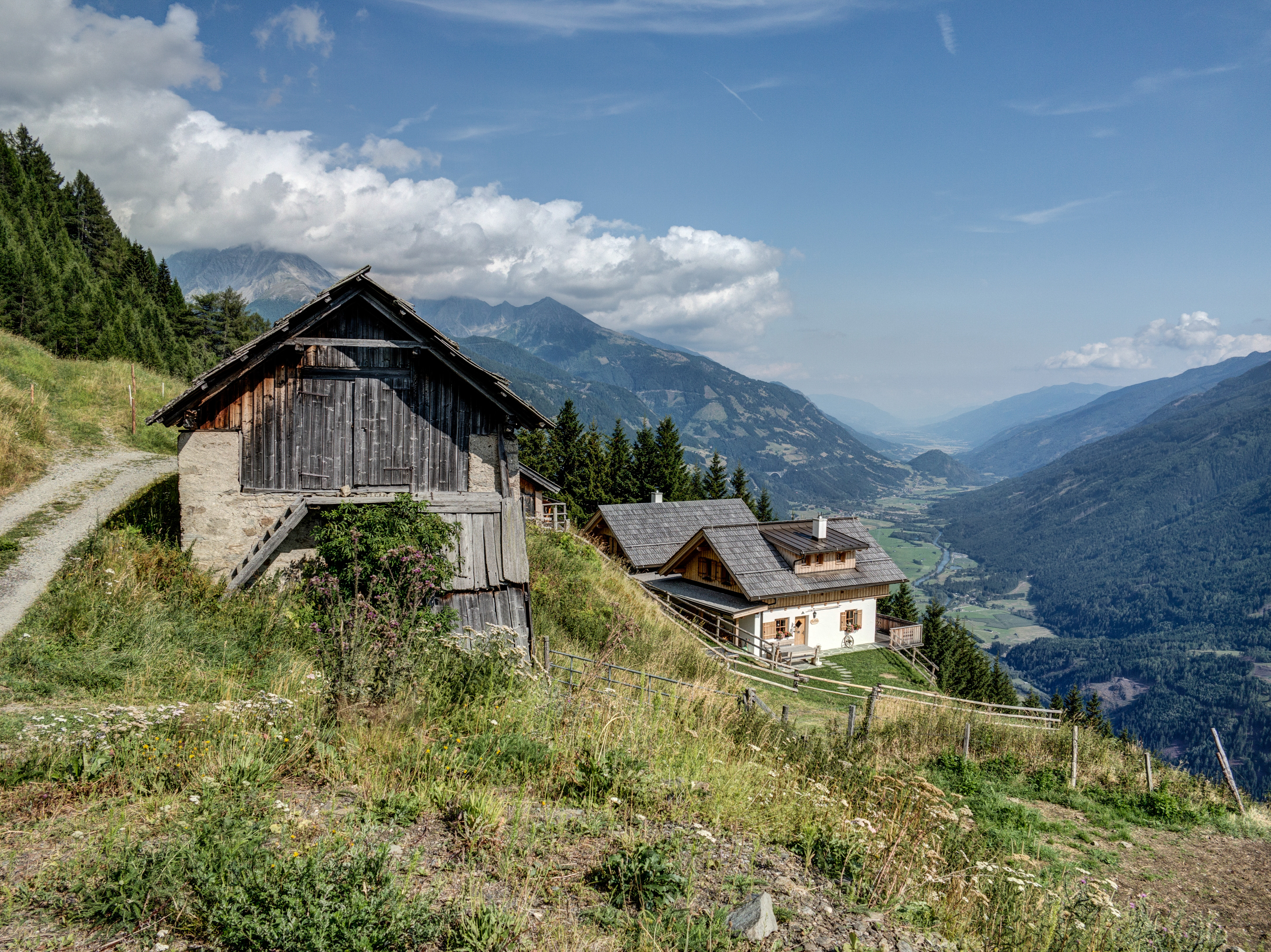
Blick aus dem Mölltal bei Semslach auf den Danielsberg.